# Sant Vidal
Saint-Vidal és un municipi francès situat al departament de l'Alt Loira i a la regió d'Alvèrnia-Roine-Alps. L'any 2007 tenia 459 habitants.

## Demografia

### Població
El 2007 la població de fet de Saint-Vidal era de 459 persones. Hi havia 178 famílies de les quals 38 eren unipersonals (21 homes vivint sols i 17 dones vivint soles), 51 parelles sense fills, 76 parelles amb fills i 13 famílies monoparentals amb fills.
La població ha evolucionat segons el següent gràfic:
Habitants censats

### Habitatges
El 2007 hi havia 200 habitatges, 174 eren l'habitatge principal de la família, 17 eren segones residències i 10 estaven desocupats. 194 eren cases i 6 eren apartaments. Dels 174 habitatges principals, 145 estaven ocupats pels seus propietaris, 24 estaven llogats i ocupats pels llogaters i 4 estaven cedits a títol gratuït; 1 tenia una cambra, 4 en tenien dues, 22 en tenien tres, 44 en tenien quatre i 102 en tenien cinc o més. 145 habitatges disposaven pel capbaix d'una plaça de pàrquing. A 60 habitatges hi havia un automòbil i a 102 n'hi havia dos o més.

### Piràmide de població
La piràmide de població per edats i sexe el 2009 era:
| Homes | Edats   | Dones |
| ----- | ------- | ----- |
| 0     | 95 o +  | 0     |
| 0     | 90 a 94 | 0     |
| 0     | 85 a 89 | 0     |
| 4     | 80 a 84 | 0     |
| 4     | 75 a 79 | 4     |
| 8     | 70 a 74 | 12    |
| 12    | 65 a 69 | 8     |
| 4     | 60 a 64 | 12    |
| 4     | 55 a 59 | 12    |
| 8     | 50 a 54 | 12    |
| 8     | 45 a 49 | 4     |
| 16    | 40 a 44 | 8     |
| 16    | 35 a 39 | 12    |
| 24    | 30 a 34 | 32    |
| 8     | 25 a 29 | 4     |
| 4     | 20 a 24 | 4     |
| 8     | 15 a 19 | 8     |
| 4     | 10 a 14 | 16    |
| 28    | 5 a 9   | 32    |
| 24    | 0 a 4   | 8     |

## Economia
El 2007 la població en edat de treballar era de 292 persones, 231 eren actives i 61 eren inactives. De les 231 persones actives 220 estaven ocupades (122 homes i 98 dones) i 11 estaven aturades (1 home i 10 dones). De les 61 persones inactives 22 estaven jubilades, 23 estaven estudiant i 16 estaven classificades com a «altres inactius».

### Ingressos
El 2009 a Saint-Vidal hi havia 188 unitats fiscals que integraven 499 persones, la mediana anual d'ingressos fiscals per persona era de 19.296 €.

### Activitats econòmiques
Dels 15 establiments que hi havia el 2007, 2 eren d'empreses de fabricació d'altres productes industrials, 5 d'empreses de construcció, 4 d'empreses de comerç i reparació d'automòbils, 2 d'empreses financeres, 1 d'una empresa de serveis i 1 d'una empresa classificada com a «altres activitats de serveis».
Dels 6 establiments de servei als particulars que hi havia el 2009, 1 era un paleta, 3 fusteries, 1 lampisteria i 1 perruqueria.
L'any 2000 a Saint-Vidal hi havia 19 explotacions agrícoles que ocupaven un total de 726 hectàrees.

## Poblacions més properes
El següent diagrama mostra les poblacions més properes.